# Слимани, Ислам
Исла́м Слимани́ (фр. Islam Slimani; род. 18 июня 1988[…], Алжир) — алжирский футболист, нападающий клуба «Белуиздад» и сборной Алжира. Участник чемпионата мира 2014.

## Клубная карьера
Воспитанник клуба «ВБ Айн-Бениан». Начал взрослую карьеру в клубе третьего дивизиона Алжира «ЖСМ Шерага», за который он в первом же сезоне забил 18 мячей в 20 встречах.
В 2009 году Ислам перешёл в «Белуиздад». Сумма трансфера составила 800 тыс. алжирских динар. Он подписал с командой контракт на два года. 6 августа в матче против «Оран» он дебютировал в алжирской Премьер-лиге. 12 сентября в поединке против «Эль-Эульма» забил свой первый гол за команду. 17 мая 2011 года во встрече против «Кабилии» Ислам сделал «покер». В сезоне 2011/12 вместе с командой дошёл до финала Кубка Алжира, где «Белуиздад» уступил «ЕС Сетиф» (1:2).
В июле 2013 года к Слимани был повышенный интерес со стороны французских «Ниццы» и «Гавра». В августе того же года он перешёл в лиссабонский «Спортинг», клуб заплатил за него 300 тысяч евро. В команде Ислам взял себе 9 номер. 24 августа в поединке против «Академики» он дебютировал в Сангриш лиге. 2 ноября в матче против «Маритиму» Ислам забил свой первый гол за «львов». В марте 2014 года забил 4 гола в 4 матчах подряд, в том числе единственный гол в принципиальном дерби с «Порту». В сезоне 2013/14 «Спортинг» занял второе место в чемпионате Португалии, уступив лишь «Бенфике», Слимани сыграл в 26 матчах и забил 8 голов. Также в этом сезоне он провёл 1 матч в Второй лиге Португалии за фарм-клуб «Спортинг Б». В 2015 году Ислам стал обладателем Кубка и Суперкубка Португалии. 18 августа в матче квалификационного раунда Лиги чемпионов против московского ЦСКА Слимани забил победный гол.
Летом 2016 года Слимани перешёл в английский «Лестер Сити», заключив с клубом пятилетний контракт. Сумма трансфера составила 35 млн евро. 17 сентября в матче против «Бернли» дебютировал в английской Премьер-лиге. В этом же поединке Слимани сделал «дубль», забив свои первые голы за «Лестер Сити». 27 сентября в матче Лиги чемпионов против португальского «Порту» он забил гол, который помог «Лестеру» стать первой английской командой, одержавшей две победы подряд в двух стартовых поединках турнира, дебютируя в Лиге чемпионов.
В начале 2018 года Слимани на правах аренды перешёл в «Ньюкасл Юнайтед». 31 марта в матче против «Хаддерсфилд Таун» он дебютировал за новую команду. Летом 2018 года Слимани был отдан в аренду в турецкий «Фенербахче». 18 августа в матче против «Ени Малатьяспора» он дебютировал в турецкой Суперлиге. 1 сентября в поединке против «Кайсериспора» Ислам забил свой первый гол за «Фенербахче». 4 октября в матче Лиги Европы против трнавского «Спартака» он сделал «дубль».
21 августа 2019 года Слимани на правах аренды перешел на сезон в «Монако». 25 августа в матче против «Нима» он дебютировал за новую команду. В этом же поединке Ислам забил свой первый гол за «Монако». За время пребывания в клубе отметился девятью голами и семью ассистами в 18 играх лиги. Однако, «Монако» решило не подписывать со он постоянный контракт и по окончании сезона он вернулся в «Лестер Сити».
13 января 2021 года Слимани подписал контракт с «Лионом» в статусе свободного агента. 17 января в матче против «Меца» он дебютировал за новый клуб. 21 марта в поединке против «Пари Сен-Жермен» Ислам забил свой первый гол за «Лион». В том же году в матчах Лиги Европы против пражской «Спарты» и датского «Брондбю» он забил три мяча.
В начале 2022 года Ислам на полгода вернулся в «Спортинг». Летом того же года Слимани перешёл в «Брест». 28 августа в матче против «Монпелье» он дебютировал за новый клуб. 2 октября в поединке против «Осера» Ислам забил свой первый гол за «Брест». В начале 2023 года на правах свободного агента Слимани стал игроком бельгийского «Андерлехта», подписав контракт до конца сезона. 3 февраля в матче против Остенде он дебютировал в Жюпиле лиге. 12 февраля в поединке против «Сент-Трюйдена» Ислам забил свой первый гол за «Андерлехт».
Летом 2023 года Ислам Слимани стал игроком бразильского клуба «Коритиба».

## Карьера в сборной
22 января 2012 года в товарищеский матче против сборной Нигера Слимани дебютировал за сборную Алжира. 2 июня в отборочной встрече Чемпионата мира 2014 против сборной Руанды Ислам забил свой первый гол за национальную команду.
В 2013 году он был включен в заявку сборной на участие в Кубке африканских наций. На турнире Ислам сыграл в матчах против сборных Туниса, Того и Кот-д’Ивуара.
В мае 2013 года принял участие в матче сборной игроков национального чемпионата Алжира против Мавритании (1:0), забил в этой встрече единственный гол.
В квалификации на чемпионат мира 2014 он стал лучшим бомбардиром сборной Алжира.
В мае 2014 года Слимани попал в заявку сборной на участие в чемпионате мира в Бразилии. На турнире он принял участие во всех четырёх матчах своей команды. В матче против сборной Южной Кореи он забил свой первый мяч на мундиале. В решающем матче группового этапа против сборной России забил единственный гол алжирцев в ворота Игоря Акинфеева, который сделал счёт ничейным и вывел национальную команду в плей-офф чемпионата мира впервые в истории страны. По окончании встречи ФИФА назвала Слимани лучшим игроком матча. Алжирский футбольный портал оценил футболиста оценкой 9 из 10 баллов.
В 2015 году Ислам во второй раз принял участие в Кубке Африки в Экваториальной Гвинее. На турнире он сыграл в матчах против команд ЮАР, Ганы и Кот-д’Ивуара. В поединке против африканцев Слимани забил гол.
В 2017 году Слимани в третий раз принял участие в Кубке африканских наций в Габоне. На турнире он сыграл в матче против Зимбабве, сборной Туниса и Сенегала. В поединке против сенегальцев Ислам сделал «дубль».
В 2019 году Слимани в четвертый раз принял участие в Кубке Африки в Египте. На турнире он принял участие в матчах против сборных Танзании, Кот-д’Ивуара и Сенегала. В поединке против танзанийцев Ислам забил гол.
В 2022 году Слимани в пятый раз принял участие в Кубке Африки 2021 в Камеруне. На турнире он сыграл в матчах против команд Сьерра-Леоне Кот-д’Ивуара и Экваториальной Гвинеи.

### Голы за сборную Алжира
| #   | Дата             | Место                                        | Противник        | Счёт | Результат | Соревнование                     |
| --- | ---------------- | -------------------------------------------- | ---------------- | ---- | --------- | -------------------------------- |
| 1   | 2 июня 2012      | Мустафа Чакер, Блида, Алжир                  | Руанда           | 3:0  | 4:0       | Чемпионат мира 2014 квалификация |
| 2   | 10 июня 2012     | Стадион 4 августа, Уагадугу, Буркина-Фасо    | Мали             | 0:1  | 1:2       | Чемпионат мира 2014 квалификация |
| 3   | 15 июня 2012     | Мустафа Чакер, Блида, Алжир                  | Гамбия           | 2:0  | 4:1       | Кубок Африки 2013 квалификация   |
| 4   | 15 июня 2012     | Мустафа Чакер, Блида, Алжир                  | Гамбия           | 3:1  | 4:1       | Кубок Африки 2013 квалификация   |
| 5   | 14 октября 2012  | Мустафа Чакер, Блида, Алжир                  | Ливия            | 2:0  | 2:0       | Кубок Африки 2013 квалификация   |
| 6   | 26 марта 2013    | Мустафа Чакер, Блида, Алжир                  | Бенин            | 3:1  | 3:1       | Чемпионат мира 2014 квалификация |
| 7   | 25 мая 2013      | Мустафа Чакер, Блида, Алжир                  | Мавритания       | 1:0  | 1:0       | Товарищеский матч                |
| 8   | 2 июня 2013      | Мустафа Чакер, Блида, Алжир                  | Буркина-Фасо     | 2:0  | 2:0       | Товарищеский матч                |
| 9   | 9 июня 2013      | Шарль де Голль, Порто-Ново, Бенин            | Бенин            | 1:3  | 1:1       | Чемпионат мира 2014 квалификация |
| 10  | 9 июня 2013      | Шарль де Голль, Порто-Ново, Бенин            | Бенин            | 1:3  | 1:2       | Чемпионат мира 2014 квалификация |
| 11  | 31 мая 2014      | Турбийон, Сьон, Швейцария                    | Армения          | 1:3  | 0:3       | Товарищеский матч                |
| 12  | 22 июня 2014     | Бейра-Рио, Порту-Алегри, Бразилия            | Республика Корея | 4:2  | 1:0       | Чемпионат мира 2014              |
| 13  | 26 июня 2014     | Арена Байшада, Куритиба, Бразилия            | Россия           | 1:1  | 1:1       | Чемпионат мира 2014              |
| 14  | 15 октября 2014  | Мустафа Чакер, Блида, Алжир                  | Малави           | 3:0  | 3:0       | Кубок Африки 2015 квалификация   |
| 15. | 19 января 2015   | Монгомо, Монгомо, Экваториальная Гвинея      | ЮАР              | 3:1  | 3:1       | Кубок африканских наций 2015     |
| 16  | 13 июня 2015     | Мустафа Чакер, Блида, Алжир                  | Сейшелы          | 1:0  | 4:0       | Кубок Африки 2017 квалификация   |
| 17  | 9 октября 2015   | Стадион 5 июля 1962 года, Алжир, Алжир       | Гвинеи           | 1:0  | 1:2       | Товарищеский матч                |
| 18  | 14 ноября 2015   | Национальный стадион, Дар-эс-Салам, Танзания | Танзания         | 2:1  | 2:2       | Чемпионат мира 2018 квалификация |
| 19  | 14 ноября 2015   | Национальный стадион, Дар-эс-Салам, Танзания | Танзания         | 2:2  | 2:2       | Чемпионат мира 2018 квалификация |
| 20  | 17 ноября 2015   | Мустафа Чакер, Блида, Алжир                  | Танзания         | 4:0  | 7:0       | Чемпионат мира 2018 квалификация |
| 21  | 17 ноября 2015   | Мустафа Чакер, Блида, Алжир                  | Танзания         | 7:0  | 7:0       | Чемпионат мира 2018 квалификация |
| 22  | 25 марта 2016    | Мустафа Чакер, Блида, Алжир                  | Эфиопия          | 2:0  | 7:1       | Кубок Африки 2017 квалификация   |
| 23  | 25 марта 2016    | Мустафа Чакер, Блида, Алжир                  | Эфиопия          | 7:1  | 7:1       | Кубок Африки 2017 квалификация   |
| 24  | 29 марта 2016    | Аддис-Абеба, Аддис-Абеба, Эфиопия            | Эфиопия          | 2:2  | 2:2       | Кубок Африки 2017 квалификация   |
| 25  | 23 января 2017   | Стад де Франсвиль, Франсвиль, Габон          | Сенегал          | 0:1  | 2:2       | Кубок Африки 2017                |
| 26  | 23 января 2017   | Стад де Франсвиль, Франсвиль, Габон          | Сенегал          | 1:2  | 2:2       | Кубок Африки 2017                |
| 27  | 14 ноября 2017   | Стадион 5 июля 1962 года, Алжир, Алжир       | ЦАР              | 3:0  | 3:0       | Товарищеский матч                |
| 28  | 1 июля 2019      | Национальный стадион, Дар-эс-Салам, Танзания | Танзания         | 0:1  | 0:3       | Кубок Африки 2019                |
| 29  | 9 сентября 2019  | Шарль де Голль, Порто-Ново, Бенин            | Бенин            | 1:0  | 1:0       | Товарищеский матч                |
| 30  | 10 октября 2019  | Мустафа Чакер, Блида, Алжир                  | ДР Конго         | 1:0  | 1:1       | Товарищеский матч                |
| 31  | 25 марта 2021    | Стадион Национальных героев, Лусака, Замбия  | Замбия           | 0:2  | 3:3       | Кубок Африки 2021 квалификация   |
| 32  | 25 марта 2021    | Стадион Национальных героев, Лусака, Замбия  | Замбия           | 2:3  | 3:3       | Кубок Африки 2021 квалификация   |
| 33  | 2 сентября 2021  | Мустафа Чакер, Блида, Алжир                  | Джибути          | 1:0  | 8:0       | Чемпионат мира 2022 квалификация |
| 34  | 2 сентября 2021  | Мустафа Чакер, Блида, Алжир                  | Джибути          | 2:0  | 8:0       | Чемпионат мира 2022 квалификация |
| 35  | 2 сентября 2021  | Мустафа Чакер, Блида, Алжир                  | Джибути          | 5:0  | 8:0       | Чемпионат мира 2022 квалификация |
| 36  | 2 сентября 2021  | Мустафа Чакер, Блида, Алжир                  | Джибути          | 6:0  | 8:0       | Чемпионат мира 2022 квалификация |
| 37  | 8 октября 2021   | Мустафа Чакер, Блида, Алжир                  | Нигер            | 5:1  | 6:1       | Чемпионат мира 2022 квалификация |
| 38  | 8 октября 2021   | Мустафа Чакер, Блида, Алжир                  | Нигер            | 6:1  | 6:1       | Чемпионат мира 2022 квалификация |
| 39  | 12 ноября 2021   | Каирский международный стадион, Каир, Египет | Джибути          | 4:0  | 4:0       | Чемпионат мира 2022 квалификация |
| 40  | 6 января 2022    | Эдьюкейшн сити, Эр-Райян, Катар              | Гана             | 3:0  | 3:0       | Товарищеский матч                |
| 41  | 25 марта 2022    | Япома, Дуала, Камерун                        | Камерун          | 0:1  | 0:1       | Чемпионат мира 2022 квалификация |
| 42  | 24 сентября 2022 | Милуд Хадефи, Оран, Алжир                    | Гвинеи           | 1:0  | 1:0       | Товарищеский матч                |
| 43  | 12 октября 2023  | Шахид Хамлауи, Константина, Алжир            | Кабо-Верде       | 5:1  | 5:1       | Товарищеский матч                |
| 44  | 16 октября 2023  | Хазза бин Зайед, Эль-Айн, ОАЭ                | Кабо-Верде       | 1:1  | 1:1       | Товарищеский матч                |
| 45  | 16 ноября 2023   | Нельсон Мандела, Бараки, Алжир               | Сомали           | 3:1  | 3:1       | Чемпионат мира 2026 квалификация |
| 46  | 9 января 2024    | Интвари, Бужумбура, Бурунди                  | Бурунди          | 0:3  | 0:4       | Товарищеский матч                |

## Достижения
Клубные
«Спортинг»
- Обладатель Кубка Португалии: 2014/15
- Обладатель Суперкубка Португалии: 2015

Международные
Сборная Алжира
- Обладатель Кубка африканских наций: 2019